# جاكي سوينديلز
جاكي سوينديلز (بالإنجليزية: Jackie Swindells)‏ هو لاعب كرة قدم بريطاني في مركز جناح ‏، ولد في 12 أبريل 1937 في مانشستر في المملكة المتحدة، وتوفي في 23 يونيو 2009 في سانت كو في المملكة المتحدة. لعب مع بلاكبيرن روفرز ومانشستر سيتي ونادي ألترينتشام ونادي بارنسلي ونادي توركي يونايتد ونادي ووركينغتون ونيوبورت كونتي.